# 异叶冷水花
异叶冷水花（学名：Pilea anisophylla）为荨麻科冷水花属的植物。分布于尼泊尔、印度、不丹、缅甸以及中国大陆的西藏、云南等地，生长于海拔900米至2,400米的地区，一般生长在山坡阔叶林下路边以及山谷阴湿处，目前尚未由人工引种栽培。